# Keta (miasto)
Keta – miasto w Regionie Volta w Ghanie, nad Zatoką Gwinejską, jest siedzibą dystryktu Keta.
Zbudowane na piaszczystym cyplu rozdzielającym Atlantyk od laguny. Przed przybyciem Europejczyków w XV stuleciu, obszar był częścią afrykańskiego królestwa Anlo. Osada była portem i miejscem handlu niewolnikami, kością słoniową, przyprawami i złotem. 
Posiada piękne plaże i wiele hoteli, jest rajem dla turystów.
Liczba mieszkańców w 2003 roku wynosiła ok. 13 tys.